# Musée de la pédagogie de Belgrade
Le musée de la pédagogie de Belgrade ou musée pédagogique de Belgrade (en serbe cyrillique : Педагошки музеј ; en serbe latin : Pedagoški muzej) est un musée consacré à l'enseignement situé à Belgrade, la capitale de la Serbie. Il se trouve rue Uzun Mirkova 14, dans la municipalité de Stari grad. Le musée est installé dans l'ancienne Realka (école moderne), construite en 1837-1838 ; le bâtiment est inscrit sur la liste des monuments culturels de grande importance de la république de Serbie et sur la liste des biens culturels protégés de la ville de Belgrade.

## Histoire du musée
Le musée de la pédagogie a été fondé en 1896 sous le nom de Musée de l'école (Školski muzej) par l'Association des enseignants de Serbie (Učiteljsko udruženje Srbije), dans le but de collecter et de préserver tout ce qui était en rapport avec l'histoire de l'éducation en Serbie et dans d'autres pays. Très rapidement, le musée exposa ses premières collections dans deux salles situées dans une école élémentaire près de la cathédrale. Le musée devint le représentant des idées et des pratiques pédagogiques modernes et il réunit un grand nombre de documents, de matériel d'enseignement et de manuels scolaires en provenance de toute l'Europe. En revanche, toutes ces collections furent détruites pendant la Première Guerre mondiale.
Après la guerre, le musée reprit ses activités en 1925 et ses nouvelles collections furent installées dans trois grandes salles de la Maison des enseignants. On pouvait notamment y voir un herbier, une collection d'insectes, des préparations zoologiques, des appareils d'histoire naturelle mais aussi des peintures, des dessins, des lettres et toutes sortes de travaux d'enfants. Les collections furent de nouveau détruites pendant la Seconde Guerre mondiale. Le musée rouvrit ses portes en 1947 et développa rapidement de nouvelles collections. En 1960, il prit son nom actuel de Musée de la pédagogie et, en 1969, il fut installé dans le bâtiment de rue Uzun Mirkova où il se trouve encore aujourd'hui. Pendant de nombreuses années, il a proposé aux visiteurs une exposition permanente intitulée Dix siècles d'école serbe.

## Histoire et architecture du bâtiment

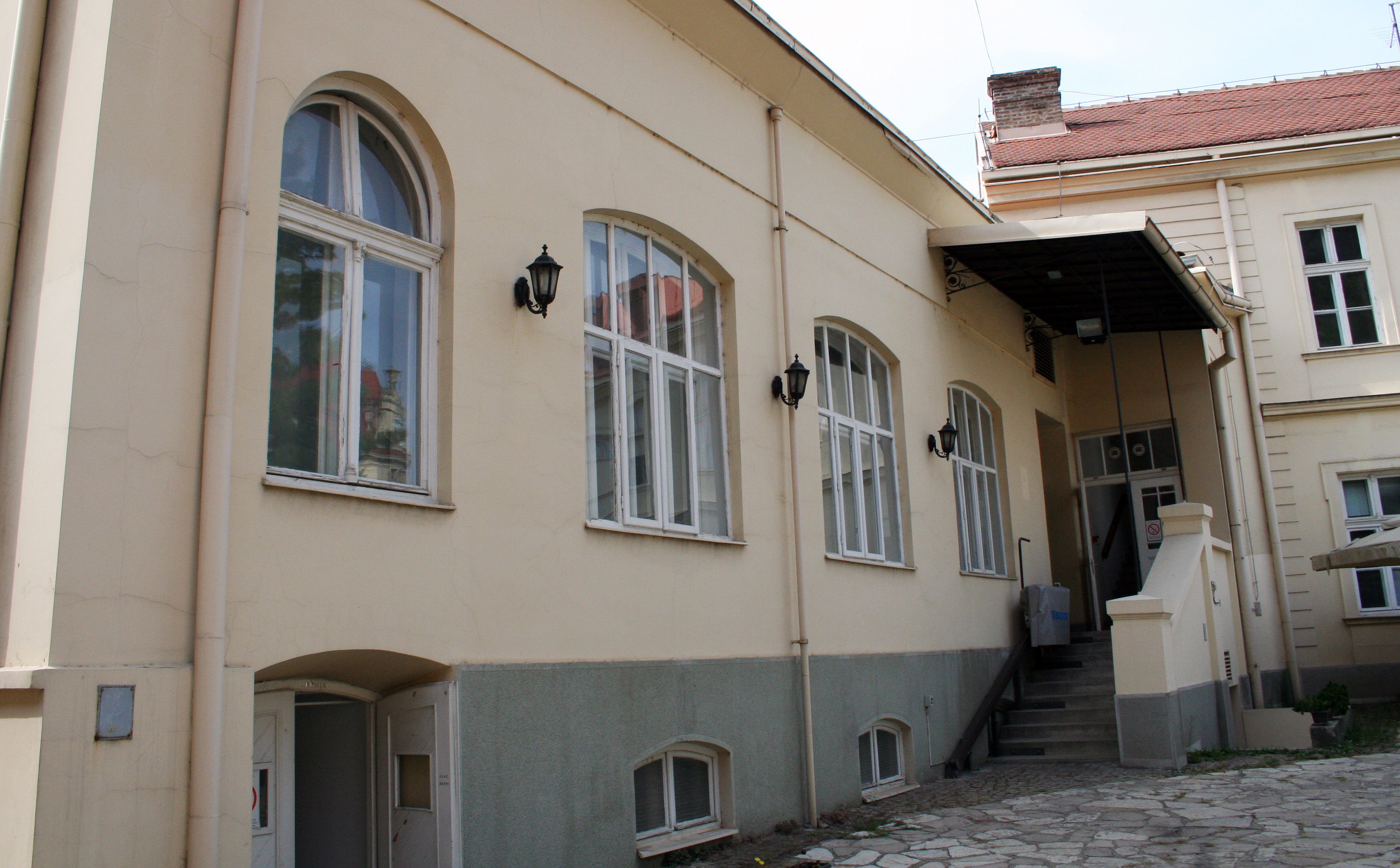
Vue de la cour intérieure

Le musée se trouve à l'angle de la rue Uzun Mirkov 14 et de Tadeuša Košćuška. Le bâtiment a été construit en 1837 et 1838, sur des plans de l'architecte Franc Janke, pour servir de résidence à la famille de Cvetko Rajović, qui était alors maire de Belgrade et l'une des personnalités politiques importantes de son temps, ; il a été achevé en 1840 dans un style néoclassique.
L'édifice est construit dans un appareil de briques et de chaux, qui remplace la traditionnelle structure en bois. La façade principale est rythmée par des pilastres de style dorique et longées de trois corniches horizontales. Il est une des rares constructions de Belgrade témoignant de l'architecture des années 1840,.
Il a hébergé le consulat du Royaume-Uni puis, jusqu'en 1867, la žandarmerija de la principauté de Serbie.
Des travaux de restauration ont été réalisés sur l'édifice de 1964 à 1965, de 1972 à 1975. et de 1992 à 1994. La réhabilitation et la restauration des façades ont eu lieu en 2004.

## Collections
Le musée de la pédagogie rassemble une collection de près de 50 000 objets, documents, livres, photographies et autres matériels pédagogiques, regroupés en quatre grands départements.
La collection des matériaux de base de l'école (Materijalna baza školstva) rassemble des équipements scolaires, des fournitures scolaires et pédagogiques dans tous les domaines de l'activité enseignante ; la collection des archives collecte les lois, les règlements et les programmes régissant l'activité éducative, des dossiers scolaires et toutes sortes de documents relatifs au travail des écoles ; la collection de manuels et de littérature pédagogique comprend notamment des manuels scolaires de tous les niveaux ; la quatrième collection comporte de nombreux documents multimédias liés à l'éducation.